# Marco Caliaro
Marco Caliaro (* 29. April 1919 in Crespadoro; † 29. Mai 2005) war ein italienischer Bischof.
Caliaro wurde am 23. Juli 1944 zum Priester für die Priesterbruderschaft der Missionare des heiligen Karl Borromäus geweiht. Papst Johannes XXIII. ernannte ihn am 23. Juli 1962 zum Weihbischof in Sabina e Poggio Mirteto und Titularbischof von Tamiathis. Giuseppe Ferretto, Kardinalbischof von Tortona, spendete ihn am 19. März 1962 die Bischofsweihe. Mitkonsekratoren waren Carlo Zinato, Bischof von Vicenza, und Francesco Carpino, Offizial der Kongregation für die Bischöfe. Vier Tage später ernannte Papst Johannes XXIII. zum ersten Diözesanbischof von Sabina e Poggio Mirteto. Zuvor nahm der Kardinalbischof von Sabina e Poggio Mirtetodie bischöflichen Aufgaben war. Er nahm an allen vier Sitzungen des zweiten Vatikanischen Konzils teil. Am 30. September 1986 wurde sein Bistum in Sabina-Poggio Mirteto umbenannt. Am 9. Januar 1988 nahm Papst Johannes Paul II. seinen Rücktritt an.

## Publikation
- La Pia società: dei missionari di San Carlo Scalabriniani per gli italiani emigrati (Scalabriniani), (deutsch: Die fromme Gesellschaft: der Missionare von San Carlo Scalabriniani für die italienischen Auswanderer (Scalabriniani)), Roma: Pontificio Ateneo Angelicum, 1956 (italienisch) OCLC 973811098